# Toy-Box
A Toy-Box egy dán popduó. Tagjai, a vokalista Anila Mirza és Amir El-Falaki. Anila 1974. október 8-án született Hillerød városában, Dániában. Édesanyja félig pakisztáni, félig iráni származású, édesapja parsi származású. Amir 1973. augusztus 12-én született Koppenhágában, szülei marokkóiak. 1999-ben mérsékelt sikereket értek el a skandináv slágerlistákon első, Fantastic című albumukról kimásolt "Tarzan & Jane" című slágerükkel.

## Történetük
A  csapat "Tarzan & Jane" című dalát a brit Smash Hits magazin trónkövetelőnek kiáltotta ki, de a lemezkiadójuk az Edel úgy döntött eltolja a single kiadását az év második felére, mert nem szerettek volna konkurálni a Disney stúdió Tarzan című mozifilmjével. Így bemutatkozó dalnak a  "Best Friend" jött ki először. Annak ellenére, hogy a The Box című csatorna rotációban játszotta a dalt, mindössze a brit kislemezlista 41. helyéig tudott felkapaszkodni, és a "Tarzan & Jane" kiadását lefújták.
A zenekar első albumáról, a  FanTasticról, a következő slágerek láttak napvilágot: "The Sailor Song", "Best Friend", "Super-Duper-Man", "Teddy-Bear" és a "Tarzan & Jane". 1999 szeptemberében került a boltok polcaira, amit a 2001-es Toy Ride című második lemez követett, melyekről a következő dalok voltak kedveltek a rajongók körében: "www.girl", "Prince of Arabia" és a "Wizard of Oz".
A csapat feloszlása után, Amir tánctanárként, zenei videók koreográfusaként és az F.C. Koppenhága pomponlánycsapatának edzőjeként tevékenykedett. Anila miután Aneela-ra változtatta művésznevét, szólókarrierbe kezdett, de csak mérsékelt sikereket ért el. Amikor a következő Toy-Box stúdióalbumról kérdezték, azt válaszolta: "Nem tudom, bármi megtörténhet".  A csapat 2011-re tervezi a visszatérést egy új stúdióalbum keretein belül.

## Diszkográfia

### Stúdióalbumok
| Év                                 | Album megjelenés                                                                         | Slágerlistás helyezések | Slágerlistás helyezések | Slágerlistás helyezések | Slágerlistás helyezések | Slágerlistás helyezések | Díjak, jelölések              |
| Év                                 | Album megjelenés                                                                         | DEN                     | NDL                     | NOR                     | SWE                     | FIN                     | Díjak, jelölések              |
| ---------------------------------- | ---------------------------------------------------------------------------------------- | ----------------------- | ----------------------- | ----------------------- | ----------------------- | ----------------------- | ----------------------------- |
| 1999                               | Fantastic - Megjelent: 1999 május 21 - Label: Edel - Formátum: CD, MC Digitális letöltés | 3                       | 1                       | 9                       | 17                      | 28                      | - DEN: Platina - NED: Platina |
| 2001                               | Toy Ride - Megjelent: 2001 július 28 - Label: Edel - Formátum: CD, Digitális letöltés    | 22                      | 91                      | —                       | —                       | —                       |                               |
| "—" nem volt slágerlistás helyezés |                                                                                          |                         |                         |                         |                         |                         |                               |

### Kislemezek
| Év                                 | Dal               | Slágerlistás helyezések | Slágerlistás helyezések | Slágerlistás helyezések | Slágerlistás helyezések | Slágerlistás helyezések | Slágerlistás helyezések | Slágerlistás helyezések | Slágerlistás helyezések | Slágerlistás helyezések | Slágerlistás helyezések | Slágerlistás helyezések | Album     | Díjak, jelölések |
| Év                                 | Dal               | AUS                     | AUT                     | DEN                     | EUR                     | GER                     | NED                     | NOR                     | NZ                      | SUI                     | SWE                     | UK                      | Album     | Díjak, jelölések |
| ---------------------------------- | ----------------- | ----------------------- | ----------------------- | ----------------------- | ----------------------- | ----------------------- | ----------------------- | ----------------------- | ----------------------- | ----------------------- | ----------------------- | ----------------------- | --------- | ---------------- |
| 1998                               | "Tarzan & Jane"   | 41                      | 28                      | 2                       | 15                      | 37                      | 2                       | 3                       | 27                      | 34                      | 8                       | —                       | Fantastic | - NED: Platina   |
| 1999                               | "Best Friend"     | 39                      | —                       | 6                       | 11                      | —                       | 1                       | 13                      | —                       | —                       | 23                      | 41                      | Fantastic | - NED: Arany     |
| 1999                               | "The Sailor Song" | —                       | —                       | —                       | —                       | —                       | 9                       | —                       | —                       | —                       | —                       | —                       | Fantastic |                  |
| 2001                               | "Superstar"       | —                       | —                       | —                       | —                       | —                       | 41                      | —                       | —                       | —                       | —                       | —                       | Toy Ride  |                  |
| 2001                               | Www.Girl          | —                       | —                       | —                       | —                       | —                       | 35                      | —                       | —                       | —                       | —                       | —                       | Toy Ride  |                  |
| "—" nem volt slágerlistás helyezés |                   |                         |                         |                         |                         |                         |                         |                         |                         |                         |                         |                         |           |                  |

### Promóciós kislemezek
| "Teddybear"                        | 1999 | — | Fantastic |
| "—" nem volt slágerlistás helyezés |      |   |           |

## Fordítás
Ez a szócikk részben vagy egészben  a   Toy-Box című angol Wikipédia-szócikk ezen változatának fordításán alapul.  Az eredeti cikk szerkesztőit annak laptörténete sorolja fel. Ez a jelzés csupán a megfogalmazás eredetét és a szerzői jogokat jelzi, nem szolgál a cikkben szereplő információk forrásmegjelöléseként.